# Megarhyssa babaulti
Megarhyssa babaulti là một loài tò vò trong họ Ichneumonidae.